# Sokolovská pánev
Sokolovská pánev je český geomorfologický celek nacházející se v severozápadní části Podkrušnohorské oblasti, na území okresů Sokolov a Karlovy Vary. Nejvyšším bodem je Zelený vrch (569,7 m n. m.). Na starších mapách ještě nalezneme bývalý nejvyšší vrch v Sokolovské pánvi, a to Dvorský vrch (původně 573 m n. m.). Jeho vrcholová partie však byla odtěžena lomem na kámen a tak se nejvyšší bodem stal Zelený vrch.

## Vymezení
Sokolovská pánev je terciérní pánev s vrásově zlomovou stavbou. Je to oboustranně tektonicky ohraničený, stupňovitý, příčně asymetrický příkop, protažený ve směru západ – východ. Pánev má délku 36 km, šířku 9 km a rozlohu 312  km2. Na jihu je omezena oherským okrajovým zlomem, který ji odděluje od Slavkovského lesa. Na severu je pánev ohraničena stupňovitým zlomovým krušnohorským pásmem. Na západě je oddělena od chebské pánve krystalinickým hřbetem u Chlumu sv. Maří. Východní okraj tvoří krystalinický hřbet oherského krystalinika, překrytý vulkanity Doupovských hor. Na území se z větších sídel nacházejí města Sokolov, Chodov, Nové Sedlo a Habartov.

## Geomorfologické členění
Sokolovská pánev nemá z hlediska českého geomorfologického členění žádný podcelek, dělí se na čtyři okrsky, kterými jsou:
- Chlumský práh
- Svatavská pánev
- Chodovská pánev
- Ostrovská pánev

## Geologie
Podloží západní části pánve je tvořen krystalinikem, zastoupeným metamorfovanými horninami, zejména rulami a svory, východní část pánve žulami karlovarského plutonu. Pánev je vyplněna třetihorními (kenozoickými) jezerními sedimenty.

## Geneze pánve
Jedná se o příkopovou propadlinu vzniklou v ose podkrušnohorského prolomu. Je omezena vysokými a příkrými svahy Krušných hor a Slavkovského lesa a její reliéf má mírně zvlněný charakter a je vyplněna jezerními sedimenty. Je prostorově a geneticky úzce svázána s vulkanismem, vulkanogenní horniny se na složení terciérní výplně pánve podílejí asi 55 %. Hlavním zdrojem vulkanického materiálu byly vulkanické systémy v západní části Doupovských hor a izolovaná vulkanická centra na území sokolovské pánve a přilehlé části Krušných hor a Slavkovského lesa.

## Litostratigrafie

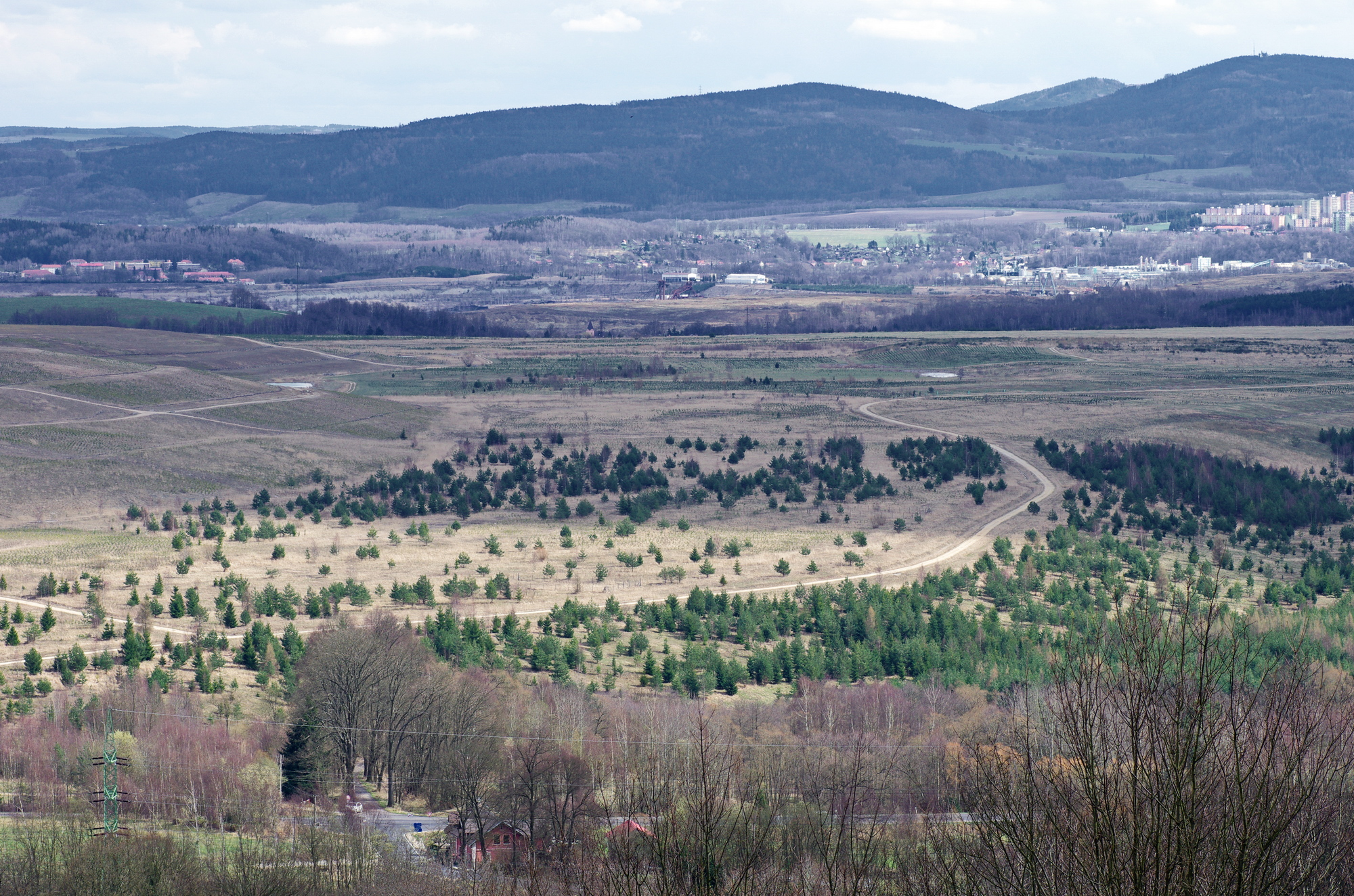
Pohled z přilehlých svahů Krušných hor - v pozadí Slavkovský les

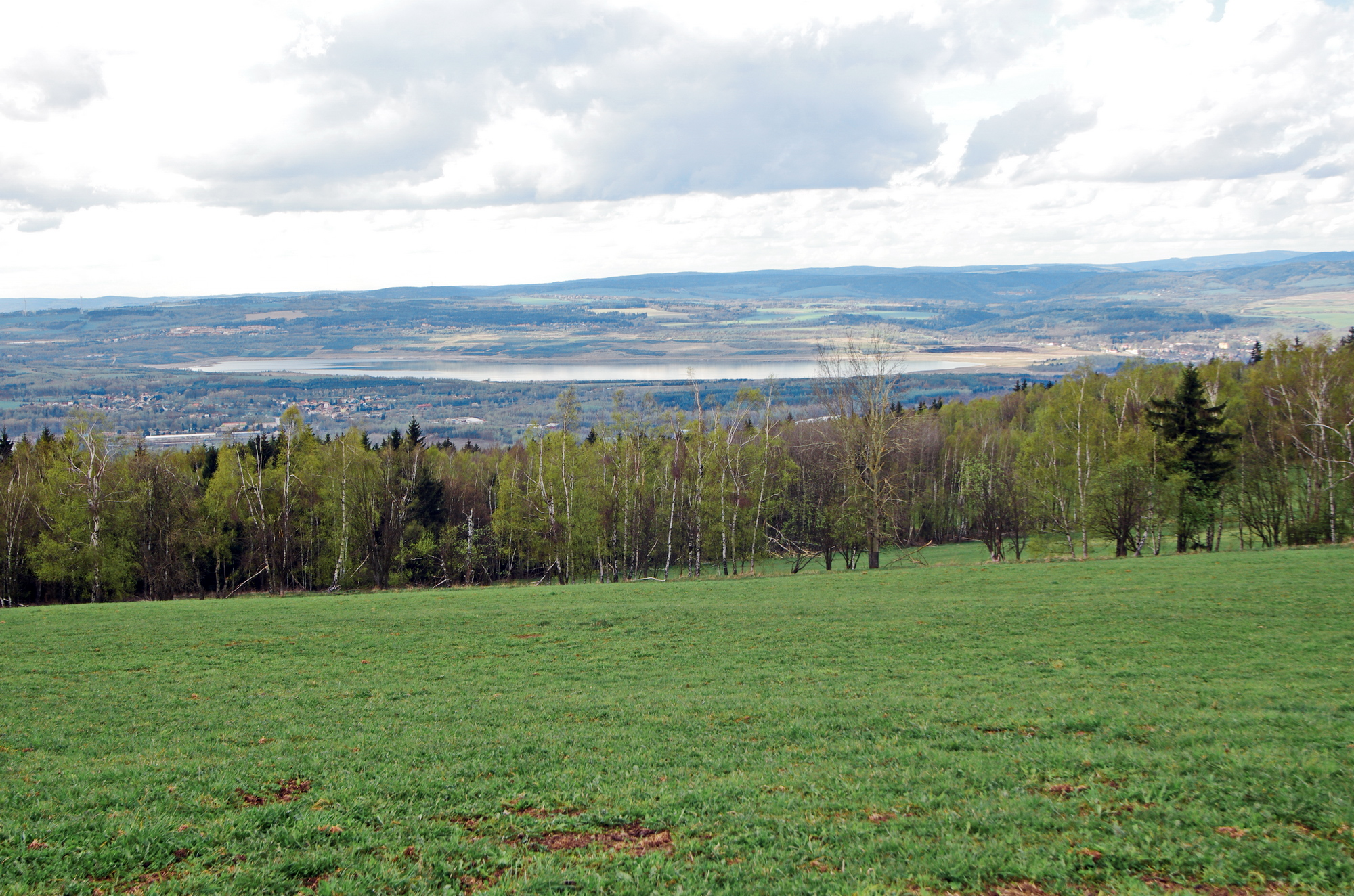
Pohled z přilehlých svahů Slavkovského lesa - v pozadí Krušné hory

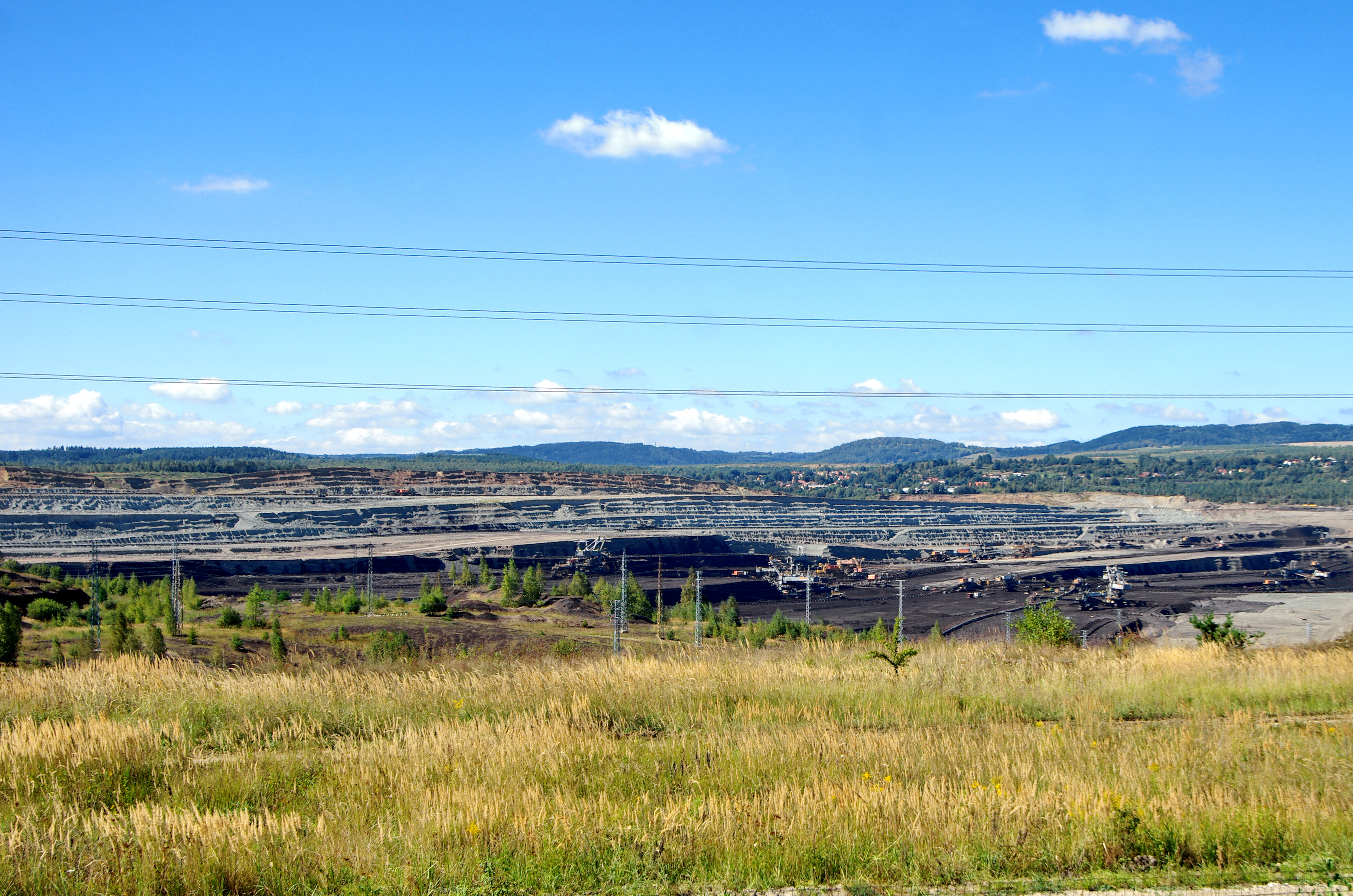
Pohled na povrchový lom Jiří

Za poznáním stratigrafie sokolovské pánve stojí zkušenost mnoha generací odborníků. Poslední stratigrafické členění na základě vrstevního sledu bylo schváleno Českou stratigrafickou komisí v roce 2004.
Litostratigraficky se sokolovská pánev člení na 4 základní jednotky – souvrství.

### Starosedelské souvrství
Starosedelské souvrství obsahuje nejstarší terciérní sedimenty a nemá úzký vztah k tektonické struktuře sokolovské pánve, která vznikla až později. K uložení sedimentů došlo před koncem eocénu. Souvrství je tvořeno kaolinitickými jíly, písky, štěrky, pískovci, slepenci a křemenci, mocnost dosahuje až 40 m. V sedimentech starosedelského souvrství se se hojně objevuje fosilní flóra. Tyto fosilní pozůstatky třetihorní flóry je možno vidět zejména v evropsky významné lokalitě Pískovna Erika a přírodní památce Údolí Ohře, kde se vyskytují i zajímavé pseudokrasové útvary.

### Novosedelské souvrství
Je převážně oligocenního stáří a ukládání sedimentů probíhalo již za tektonické činnosti. Mocnost dosahuje až 85 m. V souvrství se nacházejí uhelné lávky sloje Josef, jejichž sedimentaci provázela stupňující se vulkanická činnost, což dokládají vložky tufů a tufitů i složení popelovin v uhlí.

### Sokolovské souvrství
Odráží období intenzivní extenze pánve, spojené s vulkanismem. Ukládání vrstev již probíhalo v tektonických hranicích sokolovské pánve. Stáří sokolovského souvrství je přibližně 22,8–21,3 Ma. Společným znakem sokolovského souvrství je mnohonásobné opakování hornin vulkanického původu a sedimentů ukládaných v podmínkách tektonicky vyvolané subsidence. Souvrství dosahuje mocnosti až 300 m a zahrnuje i hlavní uhelné sloje Anežka a Antonín, které jsou od sebe odděleny habartovskými nebo těšovickými vrstvami.

### Cyprisové souvrství
Téměř celé cyprisové souvrství je tvořeno bitumenními jílovci, většinou světle hnědé barvy, často s lístkovitou odlučností. Omezeně, ve východní části pánve, se vyskytují písky, pískovce a slepence. Pro cyprisové souvrství je charakteristická jemně rozptýlená příměs karbonátů. Obsah organického uhlíku je zpravidla v rozmezí několik procent, výjimečně až 18 %. Mocnost souvrství dosahuje až 180 m.

## Hydrologie
Nejvýznamnějším vodním tokem řeka Ohře, pramenící ve Smrčinách v Německu, která protéká územím přibližně od západu k východu. Do nejzápadnějšího úseku Ohře v pánvi zasahuje evropsky významná lokalita Ramena Ohře. Před Sokolovem byla řeka svedena do uměle upravených a přeložených říčních koryt. Mezi význačnější přítoky patří řeka Svatava, která pramení v Krušných horách a Lobezský potok, pramenící ve Slavkovském lese. V rámci rekultivací a revitalizací území zasaženého povrchovou těžbou uhlí bylo vytvořeno několik významných nových vodních ploch. V prostoru vytěženého lomu Medard a lomu Libík vzniklo jezero Medard, v prostoru bývalého lomu Michal pak jezero Michal.

## Hornická činnost
První písemné zmínky o těžbě uhlí v Sokolovské pánvi jsou z roku 1760. Zpočátku probíhaly menší těžby na okraji pánve, kde byly vázány na výchozy sloje. K většímu rozsahu dobývání uhlí došlo až po roce 1870, kdy byla prodloužena páteřní železnice – Buštěhradská dráha z Chomutova do Chebu. S opravdovými začátky těžby uhlí byl spjat Johann David Starck. V roce 1945 bylo v provozu celkem 39 hlubinných dolů a 15 malolomů. Postupně však těžba přešla k povrchovému dobývání, které nabylo největšího rozmachu v druhé polovině 20. století. Západní část uhelného ložiska je již vytěžena, těžba po roce 2000 se uskutečňuje lomem Jiří a lomem Družba. Lom Družba však 31. srpna 2011 dočasně ukončil těžbu z důvodu sesuvu vnitřní výsypky lomu Jiří, po roce 2025 by měla těžba uhlí pokračovat až do vyuhlení zásob.